# Danmarksmesterskab (softball)
 For alternative betydninger, se Danmarksmesterskab (flertydig). (Se også artikler, som begynder med Danmarksmesterskab)
DM i softball er en turnering, som har fundet sted siden 1980, og som afvikles af Dansk Softball Forbund.

## Vinderne af DM
| Årgang | Herrer                      | Damer                       |
| ------ | --------------------------- | --------------------------- |
| 2022   | Hørsholm Hurricanes         | Odense Giants Softball Klub |
| 2021   | Stenløse Bulls              | Odense Giants Softball Klub |
| 2020   | Stenløse Bulls              | Odense Giants Softball Klub |
| 2019   | Hørsholm Hurricanes         | Hørsholm Barracudas         |
| 2018   | Stenløse Bulls              | Hørsholm Barracudas         |
| 2017   | Hørsholm Hurricanes         | Amager Vikings              |
| 2016   | Stenløse Bulls              | Amager Vikings              |
| 2015   | Stenløse Bulls              | Hørsholm Barracudas         |
| 2014   | Hørsholm Hurricanes         | Stenløse Bulls              |
| 2013   | Stenløse Bulls              | Hørsholm Barracudas         |
| 2012   | Hørsholm Hurricanes         | Amager Vikings              |
| 2011   | Hørsholm Hurricanes         | United, Lyngby/Ballerup     |
| 2010   | Hørsholm Hurricanes         | Østerbro Barracudas         |
| 2009   | Ballerup Vandals            | Østerbro Barracudas         |
| 2008   | Ballerup Vandals            | United, Amager/Lyngby       |
| 2007   | Stenløse Bulls              | Ballerup Vandals            |
| 2006   | Stenløse Bulls              | Ballerup Vandals            |
| 2005   | Ballerup Vandals            | Ballerup Vandals            |
| 2004   | Ballerup Vandals            | Ballerup Vandals            |
| 2003   | Ballerup Vandals            | Ballerup Vandals            |
| 2002   | Ballerup Vandals            | Århus BSK                   |
| 2001   | Ballerup Vandals            | Hørsholm BSK                |
| 2000   | Ballerup Vandals            | Hørsholm BSK                |
| 1999   | Hørsholm BSK                | Hørsholm BSK                |
| 1998   | Ballerup Vandals            | Hørsholm BSK                |
| 1997   | Odense Giants Softball Klub | Odense Giants Softball Klub |
| 1996   | Ballerup Vandals            | Odense Giants Softball Klub |
| 1995   | Odense Giants Softball Klub | Hørsholm BSK                |
| 1994   | Odense Giants Softball Klub | Hørsholm BSK                |
| 1993   | Odense Giants Softball Klub | Hørsholm BSK                |
| 1992   | Hørsholm BSK                | Hørsholm BSK                |
| 1991   | Odense Giants Softball Klub | Hørsholm BSK                |
| 1990   | Hørsholm BSK                | Hørsholm BSK                |
| 1989   | Hørsholm BSK                | Hørsholm BSK                |
| 1988   | Hørsholm BSK                | Hørsholm BSK                |
| 1987   | Hørsholm BSK                | Munkene BSK                 |
| 1986   | Hørsholm BSK                | Munkene BSK                 |
| 1985   | Hørsholm BSK                | Hørsholm BSK                |
| 1984   | Hørsholm BSK                | Hørsholm BSK                |
| 1983   | Amager Vikings              | Hørsholm BSK                |
| 1982   | Amager Vikings              | Hørsholm BSK                |
| 1981   | Pilegårdens Knights         | Munkene BSK                 |
| 1980   | Hørsholm BSK                | Munkene BSK                 |